# Museo Arqueológico de La Serena
El Museo Arqueológico de La Serena es un museo especializado ubicado en el centro de la ciudad de La Serena, capital de la Región de Coquimbo. Fue creado el 3 de abril de 1943, como museo municipal. Cinco años después fue transferido a la Dirección de Bibliotecas, Archivos y Museos (hoy Servicio Nacional del Patrimonio Cultural). El edificio que lo alberga actualmente fue construido durante el Plan Serena.
Su pórtico de piedra en el acceso data de 1820 y formaba parte de una antigua casona colonial perteneciente al 5° Conde de Villaseñor, José de Recabarren y Pardo de Figueroa, quien fue alcalde de la ciudad en 1791 entre otros cargos.
Entre 2010 y 2011 el museo fue ampliado mediante la construcción de un nuevo edificio anexo administrativo. Dicho sector fue inaugurado el 13 de abril de 2012, y en 2014 se inició la reconstrucción y renovación del sector antiguo del museo, con lo que aumentó la superficie destinada a exposiciones.
En la actualidad, el Museo Arqueológico de La Serena exhibe valiosas colecciones arqueológicas de la prehistoria de la Región de Coquimbo. Además, resguarda un monumental moái de la cultura Rapa Nui en una sala dedicada a la historia institucional, con objetos de distintas partes del mundo, entre ellos Rapa Nui y Nueva Zelanda. El resto de salas abordan distintos períodos de la historia prehispánica de la región, desde el período paleoindio hasta la influencia Inca.
Al interior del Museo Arqueológico también existe una biblioteca especializada arqueológica, antropológica e histórica; además de un archivo que conserva desde antiguos manuscritos coloniales hasta periódicos de inicios del siglo XX editados en la zona.